# Uliana Donskova
Uliana Vyacheslavovna Donskova  (en russe : Ульяна Вячеславовна Донскова) est une gymnaste rythmique russe, née le 24 août 1992 à Kamensk-Chakhtinski (Russie).

## Biographie
Uliana Donskova est sacrée championne olympique au concours des ensembles aux Jeux olympiques d'été de 2012 à Londres, avec ses coéquipières Ksenia Dudkina, Anastasia Bliznyuk, Alina Makarenko, Anastasia Nazarenko et Karolina Sevastyanova.